# Michael Carvin
Michael Wayne Carvin (Houston (Texas), 12 december 1944) Is een Amerikaanse jazzdrummer, orkestleider en docent.

## Biografie
Carvin kwam in 1963 naar Los Angeles, waar hij studiomuzikant werd en studeerde aan het LA Community College. In 1964/65 speelde hij in Earl Grant's bigband, waarmee hij twee jaar lang in Europa, Japan en de Verenigde Staten toerde. Van 1966 tot 1968 was hij in Vietnam voor het vermaak van de Amerikaanse troepen. Hij toerde met B.B. King en werkte eind jaren 1960 voor Motown in Detroit. Vanaf 1970 was hij terug in Los Angeles. In 1973 was hij lid van Freddie Hubbards band, daarna verhuisde hij naar New York. Daar werkte hij samen met onder andere Pharoah Sanders, Lonnie Liston Smith en McCoy Tyner en trad hij op in Hampton Hawes' trio op het Montreux Jazz Festival in 1971. Ook nam hij deel aan opnamen van Jackie McLean (New York Calling, 1974 en het duo-album Antiquity) en Frank Strozier (Remember Me, 1976). In 1975 nam hij zijn debuutalbum The Camel op voor SteepleChase Records met Cecil Bridgewater en Sonny Fortune. In 1982 werkte hij in het kwartet van saxofonist Charles Davis. Sinds 1983 woont hij in New York. Hij heeft lesgegeven aan de Rutgers University en boeken over drummen gepubliceerd. Met zijn leerlingen vormde hij het ensemble Young Drummers of America.
Vanaf eind jaren 1980 nam hij enkele albums op voor Muse Records onder zijn eigen naam, bij Between Me and You (1989) speelde hij met Claudio Roditi, John Stubblefield, Cyrus Chestnut en Cecil Bridgewater. Op het album Revelation (1989), dat een paar maanden later uitkwam, stonden ook Sonny Fortune en John Hicks op het programma. In de jaren 1990 nam hij ook deel aan een aantal producties van Muse en Steeplechase, waaronder Ernie Andrews, Randy Johnston en Terumasa Hino. In 1990 speelde hij in het kwartet van Frank Lacy met Fred Hopkins, in 1991 met Hamiet Bluiett. In 2000 verscheen Carvin op Frank Lowes album Low Down and Blue, in 2001 nam hij deel aan Billy Bangs productie Vietnam - The Aftermath, geregisseerd door Butch Morris.
Michael Carvins meest recente publicatie was het album Marsalis Music Honours Michael Carvin (beste in Allmusic) uit 2006, waarop hij werkte met een trio van jongere muzikanten, waaronder bassist Dezron Douglas, pianist Carlton Holmes en tenorsaxofonist Marcus Strickland. Producent Branford Marsalis heeft een gastoptreden op de medley Prisoner of Love/Body and Soul. In 2013 werkte hij nog samen met zijn band The Michael Carvin Experience, waaronder Keith Loftis (saxofoons), Yayoi Ikawa (piano) en Jansen Cinco (bas).
Carvin doceerde in New York in zijn eigen drumschool en schreef het lesboek Something for All Drummers. Zijn studenten waren Neal Smith, Eric McPherson en de Deen Aage Tanggaard.

## Discografie
- 1975: The Camel (SteepleChase)
- 1975: Antiquity met Jackie McLean (SteepleChase)
- 1988: First Time (Muse)
- 1989: Between Me and You (Muse)
- 1991: Revelation (Muse)
- 1994: Each One Teach One (Muse)
- 1996: Drum Concerto at Dawn (Mapleshade)
- 2006: Marsalis Music Honors Michael Carvin (Marsalis Music/Rounder)
- 2014: Flash Forward (Motema)

### As sideman
Met Billy Bang
- 2001: Vietnam: The Aftermath (Justin Time)
- 2005: Vietnam: Reflections (Justin Time)

Met Henry Franklin
- 1972: The Skipper (Black Jazz)
- 1976: Blue Lights (Ovation)

Met Hampton Hawes
- 1974: This Guy's in Love with You (Freedom)
- 1977: A Little Copenhagen Night Music (Freedom)

Met Terumasa Hino
- 1991: Live in Warsaw (Century)
- 1992: Unforgettable (Blue Note)

Met Hannibal Lokumbe
- 1975: Hannibal (MPS)
- 1978: Live in Lausanne (Baystate)

Met Lonnie Liston Smith
- 1975: Expansions (RCA/Flying Dutchman)
- 1975: Visions of a New World (RCA/Flying Dutchman)
- 1977: Live! (RCA Victor)

Met Dakota Staton
- 1992: Darling Please Save Your Love for Me (Muse)
- 1985: No Man Is Going to Change Me (GP)

Met anderen
- 1971: Doug Carn, Infant Eyes (Black Jazz)
- 1974: Cecil McBee, Mutima (Strata-East)
- 1974: Pharoah Sanders, Elevation (Impulse!)
- 1975: Jackie McLean, New York Calling (SteepleChase)
- 1976: Luther Allison, Night Life (Gordy)
- 1976: Pat Martino, Starbright (Warner Bros.)
- 1977: Billy Hart, Enchance (Horizon)
- 1977: Frank Strozier, Remember Me (SteepleChase)
- 1978: Bunky Green, Visions (Vanguard)
- 1979: Friedrich Gulda, Tales of World Music (Amadeo)
- 1979: Reggie Workman, Conversation (Denon)
- 1984: Charles Davis, Super 80 (Nilva)
- 1991: Frank Lacy, Tonal Weights and Blue Fire (Tutu)
- 1991: Hamiet Bluiett, If You Have to Ask...You Don't Need to Know (Tutu)
- 1991: Will Downing, A Dream Fulfilled (Island)
- 1992: Cecil Bridgewater, I Love Your Smile (Bluemoon)
- 1993: Ernie Andrews, No Regrets (Muse)
- 1994: Della Griffin, Travelin' Light (Muse)
- 1994: Randy Johnston, Jubilation (Muse)
- 1995: Johnny Lytle, Possum Grease (Muse)
- 2002: Frank Lowe, Lowe-Down & Blue (CIMP)
- 2007: Bill Easley, Business Man's Bounce (18th & Vine)